# Once Caldas
Maillots
Actualités
Le Once Caldas est un club de football colombien basé à Manizales. Elle a été fondée le 16 avril 1947 sous le nom de "Deportes Caldas", une équipe qui avait disputé les quatre premiers championnats de Categoría Primera A entre 1948 et 1951. Elle a été refondée le 16 janvier 1961 sous le nom de Once Caldas, après la fusion de Deportes Caldas et Once Deportivo. Il joue actuellement dans la première catégorie A au plus haut niveau du football professionnel colombien.
La couleur qui identifie le club est le blanc, qu'il utilise dans son uniforme depuis 1961. L'équipe abrite le stade Palogrande de Manizales, qui a une capacité de 28 678 spectateurs.
Caldas a déjà été champion de la Primera A quatre fois, en 1950, lors de l'Apertura de 2003, lors de l'Apertura de 2009 et dans le Tournoi de Finalisation de 2010. En 2004, il a été sacré champion de la Copa Libertadores de América, battant en finale contre l'actuel champion, Boca Juniors d'Argentine, devenant ainsi la deuxième équipe colombienne à remporter ce titre.
Ils ont été finalistes à deux reprises de la Primera A en 1998 et de la Finalización 2011, ainsi que de la Copa Colombia en 2008 et 2018.
L'équipe de Manizales a été la première du pays à exploiter la publicité des grandes entreprises.
Paradoxalement, et à la surprise générale face à la crise économique, il a dû céder le nom de l'équipe à des intérêts privés. C'est le club colombien qui a eu le plus de noms, parmi lesquels on se souvient de "Deportes Caldas", une équipe des années 40 et du début des années 50, et des noms de ses sponsors, comme "Varta Caldas", "Cristal Caldas" et " Once Philips".
Jouez le "Clasico Cafetero" contre le Deportivo Pereira et le Deportes Quindío.

## Histoire

### Tournoi colombien – 1950
Once Caldas est né en 1959 de la fusion de Deportes Caldas et Deportivo Manizales.
Le palmarès de Deportes Caldas, champion du tournoi colombien en 1950 sous la direction technique d'Alfredo Cuezzo, a été pris comme base d'inscription auprès de Dimayor, c'est pourquoi l'équipe inclut ce titre parmi ses réalisations. En 1961, il fait ses débuts officiels dans le tournoi Dimayor.
Dès ses débuts, elle s'est caractérisée par être une équipe qui traitait bien le ballon et un football fantastique dont les supporters tombaient amoureux.
Pour des raisons économiques et publicitaires, l'équipe change de nom à plusieurs reprises : Cristal Caldas (1972-sponsoring d'Aguardiente Cristal), Varta Caldas (1979-sponsoring de Pilas Varta), Once Philips (1991-sponsoring de la multinationale Philips).
Plus tard, d'autres sponsors sont arrivés mais sans changer le nom de l'équipe (Aguardiente Cristal, Ron Viejo de Caldas, Poker, Postobón, Leona, Águila, LG, Suzuki).

### Champion: Coupe de la Paix (1983) - Coupe Bonification (1993), titres sans étoile
En 1983, sous le nom de Cristal Caldas, l'équipe remporte le titre de la Coupe de la Paix, en finale contre Júnior de Barranquilla. Sur le roster du moment, les noms des joueurs sont inoubliables pour les fans : Carlos Alberto Munuti, Gabriel Verdugo, Mario Alberto Bianchini, Néstor Dàngelo, Néstor San Juan, Fernando « El pecoso » Castro, Joaquín Castro, Carlos Valencia, Miguel Antonio Rada. , Ricardo Pérez. Le directeur technique de l'équipe était l'Argentin Américo Pérez.
En 1993, dans la définition de la Coupe Bonification, lors d'une nouvelle finale contre Júnior, Une fois que Caldas a de nouveau gagné, cette fois sous la direction technique de Carlos Restrepo, des noms tels que : Óscar Córdoba, Miguel Asprilla, Óscar Muñoz et l'Argentin Daniel Alberto Tilger.

#### De Fernando Londoño à Palogrande
L'année 1994 marque l'inauguration du nouveau stade Palogrande, construit sur le même emplacement de l'ancien Fernando Londoño et l'équipe reprend son nom Once Caldas. Lors de l'inauguration du stade Palogrande, lors d'un match amical, l'équipe de Caldense a perdu 2×5 contre Cruzeiro du Brésil.

### Premier tournoi international
En 1998, Once Caldas participe à son premier tournoi international : la Coupe Conmebol, en remplacement de Millonarios qui préférait participer au Merconorte. Ils ont affronté le Brésilien Santos lors de matchs aller-retour, contre lesquels ils ont perdu 2-1 en tant que visiteur et au match retour, ils ont gagné sur le même score. Les Brésiliens se sont qualifiés pour le tour suivant grâce aux pénalités sur penalty.

#### Débuts en 1999 en Copa Libertadores
En 1998, Once Caldas, après une grande campagne au cours de laquelle ils ont présenté un football spectaculaire, a remporté une place dans la Copa Libertadores de América 1999, sous la direction technique de Javier Álvarez. En finale du tournoi colombien, ils ont perdu le titre contre Cali. En Copa Libertadores, avec la direction technique d'Alexis García. Lors de ses débuts en Coupe, même s'il n'a pas accédé à la deuxième phase, il a remporté une victoire historique sur River Plate d'Argentine avec une victoire 4×1, avec une performance exceptionnelle de l'attaquant Edwin Congo qui a marqué 2 buts et qui sera plus tard vendu au Real Madrid d'Espagne. En 2001, il remporte à nouveau une place en Copa Libertadores en se classant premier de la phase 1 du « tournoi final ». Lors de la Copa Libertadores 2002, au cours de laquelle ils n'ont pas accédé à la deuxième phase, ils ont battu à domicile le Flamengo du Brésil, l'Universidad Católica du Chili et l'Olimpia du Paraguay, futur champion de la Coupe.

### Copa Mustang I – 2003
La deuxième étoile de l'équipe, 53 ans après le titre de Deportes Caldas, a été obtenue sous la direction technique de Luis Fernando Montoya Soto. Once Caldas a dominé la première phase du tournoi, terminant premier avec 35 points. Lors des demi-finales quadrangulaires, ils ont été placés dans le groupe A, aux côtés de Cali, America et Union Magdalena.
En finale, ils étaient opposés à leur ancien adversaire, Júnior de Barranquilla. Au match aller, dans un stade Metropolitano plein à craquer, le match s'est soldé par un score nul et vierge. À Manizales, dans un stade plein et avec tous les Caldenses entourant l'équipe, le titre est resté à la maison avec une victoire 1×0, grâce à un but de leur meilleur buteur de tous les temps Sergio Alejandro Galván Rey.

### Champion de la Copa Libertadores 2004
C'était la troisième fois que Once Caldas participait au plus grand tournoi de clubs du continent. Avec une équipe expérimentée sous la direction de Luis Fernando Montoya, ils espéraient surpasser leurs performances des Coupes 1999 et 2002. Dans le Groupe 2, l'équipe colombienne a créé la surprise en terminant première avec 13 points après avoir affronté à Maracaibo du Venezuela, à Velez d'Argentine et à Fenix d'Uruguay.
En huitième de finale, ils se sont débarrassés d'un adversaire coriace, le Barcelona de l'Équateur, qui a failli gâcher la fête. Avec un score de 0-0 à l'aller et de 1×1 à Palogrande, la qualification historique pour les quarts de finale a été obtenue lors de la séance de tirs au but. Lors de cette phase, ils ont affronté à Santos du Brésil et ont obtenu un match nul 1×1 en territoire brésilien. A Manizales, ils ont atteint les demi-finales en gagnant 1×0, grâce à un superbe but sur coup franc d'Arnulfo Valentierra.
En demi-finale, ils ont affronté l'équipe historique du Brésil, Sao Paulo. Au Morumbí, Once Caldas a mis fin à une série de 19 victoires de l'équipe locale en obtenant un match nul. À Palogrande, au terme d'un match très disputé, Los Albos se sont imposés 2×1 grâce à des buts d'Herly Alcázar et de Jorge Agudelo, qui a inscrit le but de la victoire à la 44e minute de la seconde mi-temps, ce qui leur a permis de se qualifier pour la finale.
Le titre devait se jouer contre les champions en titre, les puissants Boca Júniors d'Argentine. Dans la "bombonera", l'équipe colombienne, grâce à son schéma défensif efficace, est parvenue à régler le match sur un score nul et vierge.
Le 1er juillet 2004, avec toute la Colombie derrière lui, l'équipe de Caldas a été couronnée championne de la Copa Libertadores de América, aux tirs au but, après un match nul d'un but à l'issue des 90 minutes du temps réglementaire. Le gardien Juan Carlos Henao s'est illustré lors de la séance de tirs au but en arrêtant le dernier tir au but de Franco Cángele, pour la plus grande joie du peuple colombien, qui a célébré le deuxième titre de la Colombie en Copa Libertadores pour Once Caldas.
Équipe gagnante de la Copa Libertadores de América 2004 : Wilmer Ortegòn, Rubén Darío Velásquez, Germán Casas, Alexis Henríquez, Juan Carlos González, Juan Carlos Henao, Rolando Ramírez, Jhon Viáfara, Jhonatan Fabbro, Edgar Cataño, Jefrey Díaz, Samuel Vanegas, Arnulfo Valentierra, Carlos Mojíca, César Hernández, Dayro Moreno, Mauricio Casierra, Elkin Soto, Edwin García, Javier Araújo, Raúl Marín, Sergio Galván, Diego Arango et Miguel Rojas. Entraîneurs : Luis Fernando Montoya, directeur technique ; Carlos Alberto Valencia et Darío Vélez, assistants techniques ; Juan Carlos Àngel, préparateur physique et Mario Marín, entraîneur des gardiens de but.

### Copa Intercontinental 2004 et Recopa Sudamericana
Le 12 décembre, à Yokohama, au Japon, s'est déroulée la dernière Coupe intercontinentale des clubs, opposant Once Caldas, représentant l'Amérique, au Porto du Portugal, détenteurs du titre de la Ligue des champions. Le match s'est achevé sur un score nul et vierge après 90 minutes de temps réglementaire. Lors de la séance de tirs au but, la chance fut cette fois du côté des Européens qui soulevèrent la coupe.
Dans la Recopa Sudamericana, disputée entre les champions de la Copa Libertadores et de la Copa Sudamericana, Once Caldas et Boca Júniors d'Argentine se sont retrouvés. En Argentine, l'équipe locale a gagné 3×1. Au match retour, les Albos ont failli égaliser, mais cela n'a pas suffi, le match s'est terminé sur un score de 2×1, avec des buts d'Édison Chará et de Rubén Darío Velásquez.

### Copa Mustang I – 2009
Lors de la saison 2009, l'équipe s'est qualifiée pour les quadrangulaires à la 8e place. Lors des quadrangulaires, ils ont gagné contre Tolima, Chicó et Equidad. Dans une nouvelle finale avec Once Caldas et Júnior comme protagonistes, le favoritisme a entouré l'équipe côtière pour avoir un groupe qui a écrasé ses rivaux à Barranquilla.
La finale a débuté à Manizales, avec la victoire de Once Caldas 2×1 grâce à des buts de Nóndier Romero et Johan Fano. Au Metropolitano, les fans Juniorista ont fait la fête car ils considéraient la victoire comme acquise. Mais Once Caldas, avec intelligence et pragmatisme, s'est imposé 1×3 avec des buts d'Alexis Henríquez, Alex Sinisterra et Dayron Pérez.

### Liga Postobón II – 2010
Lors des premiers matches, les résultats n'étaient pas bons, mais à partir de la neuvième journée, l'équipe était imbattable. Elle n'a plus perdu depuis 16 journées.
En finale, ils ont rencontré Deportes Tolima. À Ibagué, le score était en faveur de l'équipe locale 2×1, mais à Manizales, le 19 décembre, Once Caldas a remporté son quatrième titre national en battant Tolima 3×1, avec des buts de Jaime Castrillón, Fernando Uribe et Wilson Mena.

## Identité du club

### Noms
L'équipe a eu plusieurs noms au fil du temps :
- 1947-1951 — Deportes Caldas
- 1961-1972 — Once Caldas
- 1972-1979  — Cristal Caldas
- 1979-1982 — Varta Caldas
- 1983-1990 — Cristal Caldas
- 1991-1992 — Once Philips
- 1993 — Once Philips-Colombiana
- 1994 — Once Caldas Colombiana
- 1995 — Once Caldas Leona
- 1996-Presente — Once Caldas

### Maillot
Uniforme domicile: maillot, pantalon et chaussettes blancs.
Uniforme extérieur : maillot, pantalon et chaussettes noirs.
| Période       | Équipementier |
| ------------- | ------------- |
| 1982          | Cuervo        |
| 1991          | Saeta         |
| 1992-1994     | Torino        |
| 1996-2002     | Lusti         |
| 2003-2004     | FSS           |
| 2005-2007     | Adidas        |
| 2007-2011     | Walon         |
| 2011-2014     | Joma          |
| 2014-2017     | Umbro         |
| 2018          | Saeta         |
| 2019 I        | Erreà         |
| 2019 II-2022  | Sheffy        |
| 2023-presente | Hillside      |

### Logo

Évolution du logo
Logo de 2009 à 2010
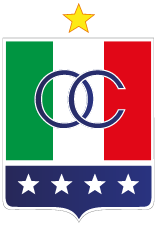
Logo Once Caldas actuel

## Palmarès
| Compétitions nationales | Compétitions internationales |
| - Championnat de Colombie (4) : - Champion : 1950, Ouv. 2003, Ouv. 2009 et Cl. 2010. - Vice-champion : 1998 et Cl. 2011 - Coupe de Colombie : - Finaliste : 2008, 2018. | - Copa Libertadores (1) : - Vainqueur : 2004. - Coupe intercontinentale : - Finaliste : 2004. - Recopa Sudamericana : - Finaliste : 2005. |

## Joueurs emblématiques

### Meilleurs buteurs
- Mise à jour le 8 octobre 2023[5].

| N | Pays      | Nom                        | Buts | Matchs |
| - | --------- | -------------------------- | ---- | ------ |
| 1 | Argentine | Sergio Galván              | 171  | 377    |
| 2 | Colombie  | Arnulfo Valentierra        | 138  | 481    |
| 3 | Colombie  | Dayro Moreno               | 116  | 268    |
| 4 | Argentine | Roberto Mirabelli          | 66   | 128    |
| 5 | Colombie  | Antonio Ríos               | 63   | 310    |
| 6 | Colombie  | Nicolás Lobatón            | 59   | 153    |
| 7 | Argentine | Oswaldo Marcial Palavecino | 52   | 100    |

### Joueurs les plus capés
- Mise à jour le 1er novembre 2023[5].

| N  | Pays      | Nom                     | Matchs |
| -- | --------- | ----------------------- | ------ |
| 1  | Colombie  | Juan Carlos Henao       | 612    |
| 2  | Colombie  | Arnulfo Valentierra     | 481    |
| 3  | Colombie  | Robeiro Fernando Moreno | 451    |
| 4  | Argentine | Sergio Galván           | 377    |
| 5  | Colombie  | Rodrigo Gómez           | 373    |
| 6  | Colombie  | Gonzalo González        | 341    |
| 7  | Colombie  | Hugo Márquez            | 339    |
| 8  | Colombie  | Antonio Ríos            | 310    |
| 9  | Colombie  | Rubén Darío Velásquez   | 304    |
| 10 | Colombie  | José Ancizar Valencia   | 297    |
| 11 | Colombie  | Alexander Lemus         | 290    |
| 12 | Colombie  | Dayro Moreno            | 271    |
| 13 | Colombie  | Elkin Soto              | 270    |
| 14 | Colombie  | Nolberto Molina         | 262    |
| 15 | Colombie  | Alexis Henríquez        | 261    |
| 16 | Colombie  | Jose Fernando Cuadrado  | 254    |
| 17 | Colombie  | Harrison Henao          | 250    |
| 18 | Colombie  | Mauricio Casierra       | 248    |

### Joueurs les plus titrés
| Nom                                                                                                 | Titrés | Titrés                                            |
| --------------------------------------------------------------------------------------------------- | ------ | ------------------------------------------------- |
| Alexis Henríquez                                                                                    | 4      | 1 Copa Libertadores de América 3 Primera División |
| Jhon Viafara Juan Carlos Henao Diego Arango Dayro Moreno                                            | 3      | 1 Copa Libertadores de América 2 Primera División |
| Arnulfo Valentierra Sergio Galván Elkin Soto Rubén Darío Velásquez Mauricio Casierra Samuel Vanegas | 2      | 1 Copa Libertadores de América 1 Primera División |
| Félix Micolta Diego Amaya Wilson Mena Luis Alberto Núñez                                            | 2      | 2 Primera División                                |

## Supporters
Le "Blanco Blanco" de Manizales possède une barra brava principale connue sous le nom de "Holocausto Norte". La barra Holocausto Norte est située dans la tribune nord du stade Palogrande.
À la fin des années 90, Once Caldas a obtenu de grands résultats, jamais imaginés auparavant par ses supporters, ce qui a donné naissance à une nouvelle façon de voir et de ressentir le football. En 1998, un groupe de jeunes supporters, parmi lesquels d'anciens membres de la Danza del Gol, des tribus urbaines et des groupes déjà installés à l'époque dans la tribune nord du stade de Palogrande, a lancé un projet qui compte aujourd'hui 5000 membres actifs.
La barra Holocausto Norte est bien connue pour ses acclamations et ses départs lors des matches de Once Caldas à domicile et à l'extérieur.
Seules les personnes âgées de 14 ans ou plus sont autorisées à entrer dans la tribune nord.

## Rivalités

### Clásico Cafetero
Deportes Quindío, Once Caldas et Deportivo Pereira. Depuis 1951, Quindío est en première division et le duel régional l'oppose aux prédécesseurs de l'actuel Once Caldas : Once Deportivo, Deportes Caldas, Deportivo Manizales et Atlético Manizales. En outre, le Deportivo Pereira a également joué dans les classiques du Cafetero à partir de 1951. La question est de savoir lequel des trois a le plus de rivalité ou le plus d'importance pour être considéré comme le vrai classique. Ces dernières années, Once Caldas vs Deportivo Pereira a attiré plus d'attention, mais avec les "matecañas" en deuxième division, l'importance a été quelque peu réduite.
Après le retour du Deportivo Pereira en première division en 2020, le clásico cafetero a été rejoué.

## Entraîneurs
| Nom                     | Nacionalité            | De                 | à                |
| ----------------------- | ---------------------- | ------------------ | ---------------- |
| Alfredo Cuezzo          | Drapeau de l'Argentine | 1950               | 1960             |
| José Próspero Fabrini   | Drapeau de l'Argentine | 1961               | 1961             |
| Roberto Martino         | Drapeau de l'Argentine | 1962               | 1962             |
| Francisco Villegas      | Drapeau de l'Argentine | 1962               | 1963             |
| Luis Alberto Rubio      | Drapeau de la Colombie | 1964               | 1965             |
| Segundo Tessori         | Drapeau de l'Argentine | 1964               | 1964             |
| Alfredo Cuezzo          | Drapeau de l'Argentine | 1965               | 1966             |
| Wilfredo Camacho        | Drapeau de la Bolivie  | 1965               | 1965             |
| Simón Herrerías         | Drapeau de l'Espagne   | 1966               | 1967             |
| Óscar Ramos             | Drapeau de la Colombie | 1967               | 1968             |
| Ramón Cardona           | Drapeau de la Colombie | 1967               | 1967             |
| Rogelio Muñiz           | Drapeau de l'Argentine | 1968               | 1969             |
| Ángel Chávez            | Drapeau du Paraguay    | 1969               | 1969             |
| Alfredo Cuezzo          | Drapeau de l'Argentine | 1969               | 1970             |
| Rogelio Muñiz           | Drapeau de l'Argentine | 1971               | 1971             |
| Ángel Chávez            | Drapeau du Paraguay    | 1972               | 1972             |
| Rogelio Muñiz           | Drapeau de l'Argentine | 1972               | 1972             |
| Ramón Cardona           | Drapeau de l'Argentine | 1973               | 1973             |
| Amadeo Carrizo          | Drapeau de l'Argentine | 1973               | 1973             |
| Rogelio Muñiz           | Drapeau de l'Argentine | 1973               | 1974             |
| Dante Homérico Lugo     | Drapeau de l'Argentine | 1973               | 1973             |
| Alfredo Cuezzo          | Drapeau de l'Argentine | 1974               | 1974             |
| Gilberto Osorio         | Drapeau de la Colombie | 1975               | 1977             |
| Miguel Ángel Vidal      | Drapeau de l'Argentine | 1975               | 1975             |
| Jaime Fonseca           | Drapeau de la Colombie | 1977               | 1977             |
| Eduardo Luján Manera    | Drapeau de l'Argentine | 1978               | 1978             |
| Felipe Ribaudo          | Drapeau de l'Argentine | 1979               | 1979             |
| Carlos Antonietta       | Drapeau de l'Argentine | 1980               | 1981             |
| Gonzalo González        | Drapeau de la Colombie | 1981               | 1981             |
| Efraín Sánchez          | Drapeau de la Colombie | 1981               | 1981             |
| Alfonso Botero          | Drapeau de la Colombie | 1982               | 1982             |
| Juan Carlos Sarnari     | Drapeau de l'Argentine | 1982               | 1982             |
| Américo Pérez           | Drapeau de l'Argentine | 1983               | 1983             |
| Ómar Patiño             | Drapeau de la Colombie | 1983               | 1983             |
| Américo Pérez           | Drapeau de l'Argentine | 1983               | 1983             |
| Alfonso Núñez           | Drapeau de l'Argentine | 1984               | 1984             |
| Américo Pérez           | Drapeau de l'Argentine | 1984               | 1984             |
| Juan Manuel Guerra      | Drapeau de l'Argentine | 1984               | 1984             |
| Jaime Silva             | Drapeau de la Colombie | 1985               | 1985             |
| Francisco Maturana      | Drapeau de la Colombie | 1986               | 1986             |
| Hernando Piñeros        | Drapeau de la Colombie | 1986               | 1986             |
| Ómar Patiño             | Drapeau de la Colombie | 1986               | 1986             |
| Alberto Tardivo         | Drapeau de l'Argentine | 1986               | 1986             |
| Diego Edison Umaña      | Drapeau de la Colombie | 1987               | 1987             |
| Mario Agudelo           | Drapeau de la Colombie | 1987               | 1987             |
| Janio Cabezas           | Drapeau de la Colombie | 1987               | 1988             |
| Carlos Miguel Dizz      | Drapeau de l'Argentine | 1988               | 1988             |
| Leonel Montoya          | Drapeau de la Colombie | 1988               | 1988             |
| Carlos Miguel Dizz      | Drapeau de l'Argentine | 1989               | 1990             |
| Moisés Pachón           | Drapeau de la Colombie | 1990               | 1990             |
| Alfonso Núñez           | Drapeau de l'Argentine | 1990               | 1990             |
| Álvaro de Jesús Gómez   | Drapeau de la Colombie | 1991               | 1991             |
| Sergio Santín           | Drapeau de l'Uruguay   | 1991               | 1991             |
| Gerardo González Aquino | Drapeau du Paraguay    | 1991               | 1992             |
| Sergio Santín           | Drapeau de l'Uruguay   | 1992               | 1992             |
| Víctor Luna             | Drapeau de la Colombie | 1992               | 1992             |
| Carlos Restrepo         | Drapeau de la Colombie | 1992               | 1994             |
| Orlando Restrepo        | Drapeau de la Colombie | 1995               | 1996             |
| Joaquín Castro          | Drapeau de la Colombie | 1996               | 1997             |
| Javier Álvarez          | Drapeau de la Colombie | 1997               | 1998             |
| Alexis García           | Drapeau de la Colombie | 1999               | 1999             |
| Juan Eugenio Jiménez    | Drapeau de la Colombie | 2000               | 2000             |
| Javier Álvarez          | Drapeau de la Colombie | 2001               | 2002             |
| Luis Fernando Montoya   | Drapeau de la Colombie | 2003               | 2004             |
| Carlos Alberto Valencia | Drapeau de la Colombie | 2004               | 2005             |
| Jaime de la Pava        | Drapeau de la Colombie | Janvier 2006       | Août 2006        |
| Juan Carlos Bedoya      | Drapeau de la Colombie | Août de 2006       | Décembre de 2006 |
| Fernando Castro         | Drapeau de la Colombie | Janvier de 2007    | Mai de 2007      |
| Santiago Escobar        | Drapeau de la Colombie | Mai de 2007        | Novembre de 2007 |
| Juan Carlos Bedoya      | Drapeau de la Colombie | Novembre de 2007   | Mai de 2008      |
| Jorge Luis Bernal       | Drapeau de la Colombie | Mai de 2008        | Novembre de 2008 |
| Javier Álvarez          | Drapeau de la Colombie | Janvier de 2009    | Novembre de 2009 |
| Humberto Sierra         | Drapeau de la Colombie | Novembre de 2009   | Novembre de 2009 |
| Juan Carlos Osorio      | Drapeau de la Colombie | Novembre de 2009   | Novembre de 2011 |
| Luis Pompilio Páez      | Drapeau de la Colombie | Décembre de 2011   | Avril de 2012    |
| Eduardo Cruz            | Drapeau de la Colombie | Avril de 2012      | Juin de 2012     |
| Ángel Guillermo Hoyos   | Drapeau de l'Argentine | Julio de 2012      | Décembre de 2012 |
| Santiago Escobar        | Drapeau de la Colombie | Décembre de 2012   | Décembre de 2013 |
| Flabio Torres           | Drapeau de la Colombie | Décembre de 2013   | Mars de 2015     |
| Francísco Cortez        | Drapeau de la Colombie | Mars de 2015       | Mai de 2015      |
| Javier Torrente         | Drapeau de l'Argentine | Mai de 2015        | Août de 2016     |
| Hernán Lisi             | Drapeau de l'Argentine | Septiembre de 2016 | Avril de 2017    |
| Herney Duque            | Drapeau de la Colombie | Avril de 2017      | Mai de 2017      |
| Francisco Maturana      | Drapeau de la Colombie | Juin de 2017       | Novembre de 2017 |
| Herney Duque            | Drapeau de la Colombie | Novembre de 2017   | Décembre de 2017 |
| Hubert Bodhert          | Drapeau de la Colombie | Décembre de 2017   | Janvier de 2021  |
| Eduardo Lara            | Drapeau de la Colombie | Janvier de 2021    | Août de 2021     |
| Fernando Dortti         | Drapeau de l'Argentine | Août de 2021       | Août de 2021     |
| Diego Corredor          | Drapeau de la Colombie | Août de 2021       | Février de 2023  |
| Elkin Soto              | Drapeau de la Colombie | Février de 2023    | Mars de 2023     |
| Pedro Sarmiento         | Drapeau de la Colombie | Mars de 2023       | Actuel           |

## Autres équipes

### Équipe réserve
La Copa la patria est organisée chaque année à Manizales.
| Competición           | Vainqueur                                              | Finaliste          |
| --------------------- | ------------------------------------------------------ | ------------------ |
| Primera C (1/0):      | 2003.                                                  |                    |
| Copa la Patria (9/3): | 1998, 1999, 2004, 2009, 2010, 2016, 2017, 2018 y 2019. | 2002, 2008 y 2013. |

### Autres disciplines sportives
- Once Caldas Futsal (de 2013 à 2015-I)
- Once Caldas (équipe de basket-ball) (de 2014 à 2016)
- Once Caldas Women (2019)
- Once Caldas e-Sports (à partir de 2020)